# Muerto y enterrado
Muerto y enterrado (título en español de Dead and Gone) es la novena novela de la saga de Los misterios de los vampiros del sur de la autora estadounidense Charlaine Harris. Fue publicado en los Estados Unidos el 5 de mayo de 2009 y en España el 13 de noviembre de 2010.. 

## Sinopsis
Sookie Stackhouse se ha convertido en un personaje aceptado por las comunidades sobrenaturales de vampiros, cambiantes y hadas. En estos momentos mantiene una relación romántica con el vampiro Eric, es amiga de la manada local de hombres lobo, trabaja para un hombre que es un cambiante y tiene un hermano y una cuñada que son hombres pantera. Sin embargo, la humanidad en conjunto sólo conoce la existencia de los vampiros.
En esta novela los licántropos y razas cambiantes del mundo dan a conocer su presencia, siguiendo el ejemplo de los vampiros. Al mismo tiempo, Felipe de Castro, el rey vampiro de Nevada, que ahora también gobierna Luisiana, comienza a consolidar su poder, lo que tiene diversas repercusiones.
La revelación de las criaturas cambiantes provoca varios problemas. El jefe de Sookie, Sam Merlotte, revela a la comunidad de Bon Temps que es un cambiante, junto a su empleada Tray Dawson, adoptando sus formas animales en el bar Merlotte la noche en que se produce la revelación pública. La mayoría de los habitantes de Bon Tempes reciben la revelación bastante bien y siguen con sus asuntos. Sin embargo, Arlene, una de las camareras del Merlotte, y que está saliendo con un miembro de la fanática Hermandad del Sol, se toma muy mal la existencia de los cambiantes y abandona su trabajo llena de furia. La madre de Sam, que también es una cambiante, recibe un disparo del padrastro de Sam. Sam deja temporalmente Bon Temps para ayudar a su madre y deja a Sookie a cargo del bar.
Mientras tanto el rey vampiro de Nevada, Felipe de Castro, consolida su poder sobre Luisiana. Eric, el único de los sheriffs vampiros de Luisiana que ha sobrevivido a la derrota de la reina Sophie-Anne, se encuentra en una posición delicada y se enfrenta con Victor Madden, el representante del rey. Eric teme que el rey trate de secuestrar a Sookie para utilizarla en sus negocios de Nevada, así que Eric decide engañar a Sookie y se casa vampíricamente con ella, aprovechando la ignorancia de ella sobre las costumbres de los vampiros. Este matrimonio sólo es reconocido por los vampiros.
Sookie comienza a tener nuevas complicaciones. El FBI quiere hablar con ella por el incidente de la explosión del Hotel Pirámide de Gizeh. Crystal, la mujer pantera y esposa de su hermano Jason es encontrada crucificada en el aparcamiento del Merlotte, lo que lleva a Sookie a pensar que se trata de un crimen provocado por el odio hacia las criaturas cambiantes. Utilizando sus habilidades telepáticas, Sookie descubre que Arlene y la Hermandad del Sol pretenden crucificarla, así que consigue que los arresten. Sin embargo, Sookie se da cuenta de que de a pesar de su odio, ellos no crucificaron a Crystal, sino que pretendían hacer algo similar para camuflar su crimen.
Al mismo tiempo Niall, el bisabuelo de Sookie y un príncipe de las hadas se encuentra enfrentado en una mortífera guerra con un rival que pretende usurpar su trono. Su rival Breandan cree que la conexión con el mundo es la causa del declinante número de hadas y pretende cerrar todos los pasos al mundo feérico y acabar con todas las criaturas mestizas que tienen sangre de hada. Por este motivo ha enviado a dos asesinos, los hermanos Lochlan y Neave para matar a los mestizos, entre ellos a Sookie, que es secuestrada y torturada para que el príncipe Niall se rinda. Sin embargo, Sookie es rescatada por Bill y Niall, sobreviviendo gracias a la sangre de Eric. Finalmente se produce una batalla final en el hospital donde Sookie está siendo atendida. Breandan es derrotado, pero no antes de asesinar a Claudine, la madrina feérica de Sookie y a Tray Dawson, el guardaespaldas licántropo de Sookie. Eric y Bill salvan a Sookie y matan a Breandan. Para evitar problemas a Sookie en el futuro, Niall decide que todas las hadas abandonen el mundo de los humanos y sellar los pasos feéricos, despidiéndose de su bisnieta para siempre.